# Lethrus pygmaeus
Lethrus pygmaeus är en skalbaggsart som beskrevs av Ernst Ballion 1870. Lethrus pygmaeus ingår i släktet Lethrus och familjen tordyvlar. Inga underarter finns listade i Catalogue of Life.